# Iskrets
Iskrets (bulgariska: Искрец) är ett distrikt i Bulgarien.   Det ligger i kommunen Obsjtina Svoge och regionen Sofijska oblast, i den västra delen av landet, 30 km norr om huvudstaden Sofia.
I omgivningarna runt Iskrets växer i huvudsak lövfällande lövskog. Runt Iskrets är det ganska tätbefolkat, med 58 invånare per kvadratkilometer.